# 31380 Hegyesi
31380 Hegyesi è un asteroide della fascia principale. Scoperto nel 1998, presenta un'orbita caratterizzata da un semiasse maggiore pari a 2,3636109 UA e da un'eccentricità di 0,0600570, inclinata di 6,90421° rispetto all'eclittica.